# Gran Premio d'Australia 1986
Il Gran Premio d'Australia 1986 è stato la seconda edizione del Gran Premio d'Australia di Formula 1, sedicesimo e ultimo Gran Premio del Campionato mondiale 1986. La gara fu disputata il 26 ottobre sul Circuito di Adelaide e fu vinta da Alain Prost su McLaren-TAG Porsche. 

## Qualifiche

### Risultati
| Pos | Nº | Pilota             | Costruttore            | Q1          | Q2       | Gap    |
| --- | -- | ------------------ | ---------------------- | ----------- | -------- | ------ |
| 1   | 5  | Nigel Mansell      | Williams-Honda         | 1.19:255    | 1.18:403 | —      |
| 2   | 6  | Nelson Piquet      | Williams-Honda         | 1.20:088    | 1.18:714 | +0.311 |
| 3   | 12 | Ayrton Senna       | Lotus-Renault          | 1.21:302    | 1.18:906 | +0.503 |
| 4   | 1  | Alain Prost        | McLaren-TAG Porsche    | 1.19:785    | 1.19:654 | +1.251 |
| 5   | 25 | René Arnoux        | Ligier-Renault         | 1.20:491    | 1.19:976 | +1.573 |
| 6   | 20 | Gerhard Berger     | Benetton-BMW           | 1.22:260    | 1.20:554 | +2.151 |
| 7   | 2  | Keke Rosberg       | McLaren-TAG Porsche    | 1.21:295    | 1.20:778 | +2.375 |
| 8   | 26 | Philippe Alliot    | Ligier-Renault         | 1.22:765    | 1.20:981 | +2.578 |
| 9   | 27 | Michele Alboreto   | Ferrari                | 1.21:709    | 1.21:747 | +3.306 |
| 10  | 4  | Philippe Streiff   | Tyrrell-Renault        | 1.23:262    | 1.21:720 | +3.317 |
| 11  | 23 | Andrea De Cesaris  | Minardi-Motori Moderni | 1.23:476    | 1.22:012 | +3.609 |
| 12  | 28 | Stefan Johansson   | Ferrari                | 1.22:050    | 1.22:309 | +3.647 |
| 13  | 19 | Teo Fabi           | Benetton-BMW           | 1.22:584    | 1.22:129 | +3.726 |
| 14  | 11 | Johnny Dumfries    | Lotus-Renault          | 1.23:786    | 1.22:664 | +4.261 |
| 15  | 15 | Alan Jones         | Lola-Ford              | senza tempo | 1.22:796 | +4.393 |
| 16  | 3  | Martin Brundle     | Tyrrell-Renault        | 1.24:061    | 1.23:004 | +4.601 |
| 17  | 16 | Patrick Tambay     | Lola-Ford              | 1.24:584    | 1.23:008 | +4.605 |
| 18  | 24 | Alessandro Nannini | Minardi-Motori Moderni | 1.25:593    | 1.23:052 | +4.649 |
| 19  | 7  | Riccardo Patrese   | Brabham-BMW            | 1.23:396    | 1.23:230 | +4.827 |
| 20  | 8  | Derek Warwick      | Brabham-BMW            | 1.23:552    | 1.23:313 | +4.910 |
| 21  | 14 | Jonathan Palmer    | Zakspeed               | 1.24:509    | 1.23:476 | +5.073 |
| 22  | 18 | Thierry Boutsen    | Arrows-BMW             | 1.24:768    | 1.24:295 | +5.892 |
| 23  | 29 | Huub Rothengatter  | Zakspeed               | 1.25:746    | 1.25:181 | +6.778 |
| 24  | 17 | Christian Danner   | Arrows-BMW             | 1.25:296    | 1.25:233 | +6.831 |
| 25  | 21 | Piercarlo Ghinzani | Osella-Alfa Romeo      | 3.03:680    | 1.25:257 | +6.855 |
| 26  | 22 | Allen Berg         | Osella-Alfa Romeo      | 1.28:912    | 1.27:208 | +8.806 |

## Gara
La Goodyear, fornitore unico degli pneumatici, assicurò che le gomme potevano percorrere senza problemi l'intera gara ma non fu così: la corsa fu tutta tra le Williams di Mansell e Piquet e le McLaren di Prost e Rosberg. Prost restò indietro proprio a causa di problemi con gli pneumatici che lo costrinsero alla sostituzione, ma fu la sua fortuna. A gara in fase avanzata Rosberg si ritirò a causa dello scoppio d'una gomma, poi qualche giro dopo anche Mansell fu vittima dell'esplosione d'un pneumatico e subì un incidente pericoloso, fortunatamente senza conseguenze, perché la rottura avvenne mentre era in piena velocità. A quel punto Piquet si fermò a sostituire le sue coperture ma così facendo lasciò la testa della gara a Prost e negli ultimi giri non ebbe più tempo per recuperare. Il campionato venne vinto da Prost, che fermò la sua monoposto pochi metri dopo il traguardo, mentre Piquet fu terzo nella classifica finale. Il titolo di Prost del 1986 rappresentò uno dei rarissimi casi della Formula 1 moderna in cui un pilota riuscì a fregiarsi del titolo mondiale pur disponendo di un mezzo sensibilmente inferiore ai diretti concorrenti e il pilota francese divenne il primo pilota capace di difendere il titolo mondiale dal 1960, quando Jack Brabham si riconfermò campione dopo aver vinto il titolo nel 59 con la Cooper. 

### Risultati
| Pos | Nº | Pilota             | Costruttore            | Giri | Tempo/Ritiro        | Griglia | Punti |
| --- | -- | ------------------ | ---------------------- | ---- | ------------------- | ------- | ----- |
| 1   | 1  | Alain Prost        | McLaren-TAG Porsche    | 82   | 1:54:20.388         | 4       | 9     |
| 2   | 6  | Nelson Piquet      | Williams-Honda         | 82   | + 4.205             | 2       | 6     |
| 3   | 28 | Stefan Johansson   | Ferrari                | 81   | + 1 Giro            | 12      | 4     |
| 4   | 3  | Martin Brundle     | Tyrrell-Renault        | 81   | + 1 Giro            | 16      | 3     |
| 5   | 4  | Philippe Streiff   | Tyrrell-Renault        | 80   | Mancanza di benzina | 10      | 2     |
| 6   | 11 | Johnny Dumfries    | Lotus-Renault          | 80   | + 2 Giri            | 14      | 1     |
| 7   | 25 | René Arnoux        | Ligier-Renault         | 79   | + 3 Giri            | 5       |       |
| 8   | 26 | Philippe Alliot    | Ligier-Renault         | 79   | + 3 Giri            | 8       |       |
| 9   | 14 | Jonathan Palmer    | Zakspeed               | 77   | + 5 Giri            | 21      |       |
| 10  | 19 | Teo Fabi           | Benetton-BMW           | 77   | + 5 Giri            | 13      |       |
| NC  | 16 | Patrick Tambay     | Lola-Ford              | 70   | Non Classificato    | 17      |       |
| Rit | 5  | Nigel Mansell      | Williams-Honda         | 63   | Foratura            | 1       |       |
| Rit | 7  | Riccardo Patrese   | Brabham-BMW            | 63   | Problemi elettrici  | 19      |       |
| Rit | 2  | Keke Rosberg       | McLaren-TAG Porsche    | 62   | Foratura            | 7       |       |
| NC  | 22 | Allen Berg         | Osella-Alfa Romeo      | 61   | Non Classificato    | 26      |       |
| Rit | 8  | Derek Warwick      | Brabham-BMW            | 57   | Freni               | 20      |       |
| Rit | 17 | Christian Danner   | Arrows-BMW             | 52   | Motore              | 24      |       |
| Rit | 18 | Thierry Boutsen    | Arrows-BMW             | 50   | Motore              | 22      |       |
| Rit | 12 | Ayrton Senna       | Lotus-Renault          | 43   | Motore              | 3       |       |
| Rit | 23 | Andrea De Cesaris  | Minardi-Motori Moderni | 40   | Problemi meccanici  | 11      |       |
| Rit | 20 | Gerhard Berger     | Benetton-BMW           | 40   | Motore              | 6       |       |
| Rit | 29 | Huub Rothengatter  | Zakspeed               | 29   | Sospensione         | 23      |       |
| Rit | 15 | Alan Jones         | Lola-Ford              | 16   | Motore              | 15      |       |
| Rit | 24 | Alessandro Nannini | Minardi-Motori Moderni | 10   | Incidente           | 18      |       |
| Rit | 21 | Piercarlo Ghinzani | Osella-Alfa Romeo      | 2    | Trasmissione        | 25      |       |
| RIt | 27 | Michele Alboreto   | Ferrari                | 0    | Incidente           | 9       |       |

## Classifiche

### Piloti
| Pos. | Pilota           | Punti |
| ---- | ---------------- | ----- |
| 1    | Alain Prost      | 72    |
| 2    | Nigel Mansell    | 70    |
| 3    | Nelson Piquet    | 69    |
| 4    | Ayrton Senna     | 55    |
| 5    | Stefan Johansson | 23    |
| 6    | Keke Rosberg     | 22    |
| 7    | Gerhard Berger   | 17    |
| 8    | Jacques Laffite  | 14    |
| 9    | Michele Alboreto | 14    |
| 10   | René Arnoux      | 14    |
| 11   | Martin Brundle   | 8     |
| 12   | Alan Jones       | 4     |
| 13   | Johnny Dumfries  | 3     |
| 14   | Philippe Streiff | 3     |
| 15   | Patrick Tambay   | 2     |
| 16   | Teo Fabi         | 2     |
| 17   | Riccardo Patrese | 2     |
| 18   | Christian Danner | 1     |
| 19   | Philippe Alliot  | 1     |

### Costruttori
| Pos. | Team                | Punti |
| ---- | ------------------- | ----- |
| 1    | Williams-Honda      | 141   |
| 2    | McLaren-TAG Porsche | 96    |
| 3    | Lotus-Renault       | 58    |
| 4    | Ferrari             | 37    |
| 5    | Ligier-Renault      | 29    |
| 6    | Benetton-BMW        | 19    |
| 7    | Tyrrell-Renault     | 11    |
| 8    | Lola-Ford Cosworth  | 6     |
| 9    | Brabham-BMW         | 2     |
| 10   | Arrows-BMW          | 1     |

## Statistiche
- Terzo titolo costruttori per la Williams della storia del team.
- Terzo anno di fila per la McLaren vincitrice nel campionato piloti e quinto titolo piloti complessivo nella storia del team.
- Dopo il 1986, bisognerà attendere il 2007 per vedere un campionato con tre piloti in lizza all'ultima gara: ed anche in questa occasione la rivalità tra due compagni di squadra (Fernando Alonso e Lewis Hamilton) finirà col favorire il terzo incomodo (Kimi Räikkönen).
- Ultima gara in F1 per Alan Jones, Patrick Tambay, Johnny Dumfries, Allen Berg, Huub Rothengatter, Keke Rosberg e, tra i team, per la Haas Lola.